# شهرستان شانگلی
شهرستان شانگلی (به لاتین: Shangli County) یک شهرستان‌های جمهوری خلق چین در چین است که در پینگشیانگ واقع شده‌است.